# Pronomeuta
Pronomeuta é um gênero de mariposa pertencente à família Acrolepiidae.